# Obsjtina Septemvri
Obsjtina Septemvri (bulgariska: Община Септември) är en kommun i Bulgarien.   Den ligger i regionen Pazardzjik, i den centrala delen av landet, 80 km sydost om huvudstaden Sofia.
Obsjtina Septemvri delas in i:
- Bosjulja
- Varvara
- Vetren
- Vetren dol
- Vinogradets
- Zlokutjene
- Karabunar
- Kovatjevo
- Lozen
- Semtjinovo
- Simeonovets
- Slavovitsa

Följande samhällen finns i Obsjtina Septemvri:
- Septemvrijtsi

Omgivningarna runt Obsjtina Septemvri är en mosaik av jordbruksmark och naturlig växtlighet. Runt Obsjtina Septemvri är det ganska tätbefolkat, med 96 invånare per kvadratkilometer.